# Sakai (Osaka)
Sakai (jap. 堺市 Sakai-shi) – miasto w Japonii, na wyspie Honsiu (Honshū), w prefekturze Osaka.

## Historia
Region, w którym obecnie znajduje się Sakai, jest zamieszkany od czasów paleolitu. Odkopano narzędzia z kamienia wyszczerbionego sprzed około 10 tys. lat, naczynia gliniane i kamienne z okresu Jōmon (12 000 p.n.e. do 300 p.n.e) oraz naczynia z brązu w kształcie dzwonu i gliniane z okresu Yayoi (300 p.n.e. do 300 n.e) wydobyte z ruin w granicach miasta. 
W czasie panowania dynastii Yamato, pierwszej zjednoczonej władzy w historii Japonii w IV–V wieku, zbudowano na tym terenie ponad sto kurhanów grobowych, znanych dziś zbiorowo jako Mozu oraz kurhan-mauzoleum grobowe (Daisenryō-kofun) cesarza Nintoku. 
Nazwa „Sakai” („granica” w języku japońskim) pojawiła się po raz pierwszy w zbiorach poezji Sadayoriego Fujiwary (995–1045) w okresie Heian (794–1185), kiedy region znajdował się na granicy trzech starożytnych prowincji: Settsu, Kawachi i Izumi. Sakai stało się portem rybackim w okresie Kamakura i następnie centrum wymiany zagranicznej, prowadząc handel z dynastią Ming (1368–1644), Hiszpanią i Portugalią. W tym czasie Sakai było otoczone fosą, co czyniło ją rzadkością nawet w skali światowej, i rozkwitło jako samorządne miasto. Po okresie Meiji (1868–1912) szybko się zmodernizowało rozwijając nowoczesny przemysł, powiększając swój obszar, a co za tym idzie liczbę ludności.

## Mauzoleum cesarza Nintoku
W centrum miasta znajduje się Daisen Kofun, kopiec pogrzebowy legendarnego cesarza Nintoku, który panował rzekomo w IV wieku. Gigantyczny grobowiec, widziany z góry przypomina dziurkę od klucza, o zwężającym się czworoboku przylegającym do okrągłego kopca. Ma łączną długość 486 m, 305 m szerokości u podstawy, 245 m średnicy i jest największym spośród około 160 tys. kurhanów w całej Japonii. 
Grobowiec jest otoczony trzema fosami, które wydłużają długość całego kompleksu grobowego do 840 m o obwodzie 2,7 km. Opierając się na znaleziskach archeologicznych i dokumentach, szacuje się, że kopiec został zbudowany w połowie V wieku. Agencja Dworu Cesarskiego, która zarządza tym miejscem, traktuje je jako ostatnie miejsce spoczynku cesarza Nintoku, zgodnie z legendą, iż rządził on od 313 do 399 roku jako szesnasty władca w tradycyjnym rodowodzie cesarzy. Uważa się jednak, że panował raczej na początku V wieku. Na obszarze wokół kopca Nintoku znajdują się 44 kurhany o różnej wielkości, które tworzą obszar określany zbiorczo jako cmentarz Mozu (Mozu-kofungun)

### Legenda o cesarzu
Pewnego dnia Nintoku udał się w góry i gdy rozejrzał się po dolinach, zauważył, że z domostw jego ludu nie unoszą się dymy. Zrozumiał, że zbyt wysokie podatki są zbyt wielkim obciążeniem i na pewien okres zniósł je w całym kraju. Dla dobra swoich poddanych zaniedbał swój pałac, który popadł w ruinę.

## Sakai Rishō-no-Mori
Promując własną historię i kulturę, w 2015 roku otwarto nowoczesne muzeum o nazwie Sakai Rishō-no-Mori (ang. Sakai Plaza of Rikyu and Akiko) poświęcone dwojgu wybitnych przedstawicieli miasta: mistrzowi ceremonii herbacianej Sen no Rikyū (1522–1591) i poetce Akiko Yosano (1878–1942).

## Wenecja Wschodu
Sakai było kiedyś nazywane „Wenecją Wschodu” ze względu na swoją rolę jako jednego z wiodących miast handlu międzynarodowego i wielokulturowości. Przybywali tu ludzie o różnych i rzadkich umiejętnościach, informacje i pieniądze z całego świata, co doprowadziło do pojawienia się powiedzenia, że „wszystko zaczyna się od Sakai”, tak wiele nowych przedmiotów i technik dotarło tą drogą do Japonii.
Tradycyjne wyroby rzemiosła Sakai można zobaczyć i kupić w muzeum o nazwie Sakai Dentō Sangyō Kaikan (Sakai City Traditional Crafts Museum).

## Tradycyjne rzemiosło

### Tytoń i noże
Pod koniec XVI wieku sprowadzono tytoń z Portugalii i zaczęto go uprawiać w całej Japonii, co spowodowało zapotrzebowanie na noże do cięcia liści. Pierwsze z nich zostały wyprodukowane w Sakai. Ze względu na swoją wysoką jakość i ostrość, władze nadały im specjalny znak rozpoznawczy zwany „Sakai-Kiwame”. Zgodnie z życzeniami użytkowników noże wykańczane są poprzez regulację grubości i długości w milimetrach. Doprowadziło to m.in. do rozwoju japońskiej kultury kulinarnej. Dzięki ich wysokiej ostrości można wykonywać cięcia ciągnące poprzez przyłożenie ostrza do krojonej żywności i prowadzenia noża w kierunku do siebie. Ponadto, nie wymaga to dużej siły fizycznej, a składniki prawie nie przyklejają się do noża.

### Kadzidełka zapachowe
Jednym z tradycyjnych wyrobów, charakterystycznych dla Sakai, są kadzidełka zapachowe (senkō). Nie wiadomo, kiedy rozpoczęto ich produkcję, ale pewne jest, że metoda ich wytwarzania została sprowadzona z Chin i że już w XVI wieku były produkowane w Sakai. Miasto miało łatwy dostęp do składników z krajów zamorskich i jest na nie popyt ze względu m.in. na to, że mieści trzecią, największą liczbę świątyń buddyjskich w Japonii, obok Kioto i Nary. Kadzidełka charakteryzują się mieszanką starannie dobranych składników naturalnych, służących także do celów leczniczych. Główne składniki pochodzą m.in. z: 
- żywicy wiecznie zielonych drzew z rodziny wawrzynkowatych (Thymelaeaceae), występujących w Wietnamie, Indonezji i Malezji. Samo drzewo nie pachnie, ale po ścięciu starego drzewa i pozostawieniu go samego lub zakopaniu w ziemi na kilka lat, żywica, która pozostaje bez gnicia, nazywa się jinkō, a najdelikatniejsza część kyara;
- drzew sandałowych z rodziny sandałowcowatych (Santalaceae), występujących głównie w Indiach;
- drzew kamforowych z Borneo, charakteryzujących się eleganckim, wyrafinowanym i orzeźwiającym zapachem, używanych do celów leczniczych i kosmetycznych oraz jako składnik środków odstraszających owady;
- goździków sprowadzanych z Indii, Indonezji i Filipin;
- suszonej, wewnętrznej kory drzew cynamonowych z rodziny wawrzynowatych (Lauraceae) z Chin i Półwyspu Indochińskiego;
- chińskiego anyżu gwiazdkowatego (badian właściwy, Illicium verum), wiecznie zielonej rośliny z rodziny Magnoliaceae, rosnącej na ograniczonym obszarze od północnej części Półwyspu Indochińskiego po południowe Chiny;
- sproszkowanej kory tabu (Machilus thunbergii), drzewa z rodziny Lauraceae, które występuje głównie na Kiusiu w Japonii, w Chinach, Tajlandii i na Tajwanie, używanej jako klej w kadzidełkach[8].

### Bielona bawełna i yukaty
W XVII wieku w regionie Kena, leżącym wzdłuż rzeki Ishizu, powstał przemysł bielonej bawełny, zwanej wazarashi. Region ten posiada obfite zasoby wody i rozległy obszar nasłonecznienia wymaganego do tej produkcji. Ponadto, był dogodnie zlokalizowany w pobliżu centrum produkcji tekstyliów bawełnianych w Senshū i hurtowni w Osace.
Przemysł farbiarski yukat rozwinął się w Sakai podczas II wojny światowej, kiedy przemysł przeniósł się ze zniszczonej wojną Osaki do Sakai, gdzie produkowano wazarashi. Stosowana jest tradycyjna metoda ręcznego barwienia zwana chūsen, opracowana na początku XVII wieku. Polega ona na blokowaniu barwników klejem. Specjalny wzór wykonany nożem na japońskim papierze pokrytym taniną persymonową (kakishibu, Diospyros L.) nakładany jest na bieloną tkaninę, a na wzór nakładany jest klej. Po usunięciu wzoru tkanina jest składana i wzór jest ponownie umieszczany na tkaninie. Ten proces powtarza się, aż cała tkanina zostanie złożona. Następnie na tkaninę wylewa się barwniki, aby ufarbować części, na które nie nałożono kleju.

### Kombu
Rozwój przetwórstwa jadalnych wodorostów kombu w Sakai jest związany z trasą ich transportu z Hokkaido. Wiedzie ona wzdłuż wybrzeży archipelagu od strony Morza Japońskiego, a po przejściu cieśniny Shimonoseki Morzem Wewnętrznym do Osaki i Sakai. W przeszłości droga morska kończyła się w portach Tsuruga i Obama w prefekturze Fukui i następnie transport był kontynuowany drogą lądową i rzeką Yodo do Osaki. Szczytowy okres przetwórstwa kombu przypadł w Sakai na pierwszą połowę XX wieku, kiedy był to główny ośrodek produkcji z około 150 warsztatami.

## Wyroby zapoczątkowane w XIX wieku
W XIX wieku w Japonii pojawiły się rowery z importu i podjęto produkcję własną. Zaczęto z nich powszechnie korzystać dzięki wypożyczalniom na godziny. Naprawą rowerów i produkcją części rowerowych w Sakai zajmowali się wówczas rusznikarze, którzy mieli wiedzę i doświadczenie w obsłudze maszyn i obróbce metalu. W czasie I wojny światowej import stał się niemożliwy, co spowodowało rozwój własnego przemysłu rowerowego. Obecnie Sakai jest dominującym producentem części rowerowych, wytwarza także gotowe rowery.
Produkcję dywanów w Sakai rozpoczęto w 1831 roku, wzorując się na wyrobach chińskich. W 1877 roku zyskały popularność w wyniku ich prezentacji na pierwszej krajowej wystawie przemysłowej. Obecnie w odpowiedzi na różnorodne potrzeby wytwarzana jest szeroka gama produktów z wykorzystaniem nowych materiałów, automatyzacji i komputeryzacji.

## Położenie miasta
Miasto jest ważnym portem morskim nad zatoką Osaka (Morze Wewnętrzne), w aglomeracji Osaki. Graniczy z:

- Osaką
- Takaishi
- Matsubarą
- Habikino
- Tondabayashi
- Ōsakasayamą
- Kawachinagano
- Izumi

Miasto podzielone jest na siedem dzielnic:

- Sakai-ku
- Kita-ku
- Nishi-ku
- Naka-ku
- Higashi-ku
- Mihara-ku
- Minami-ku

## Galeria

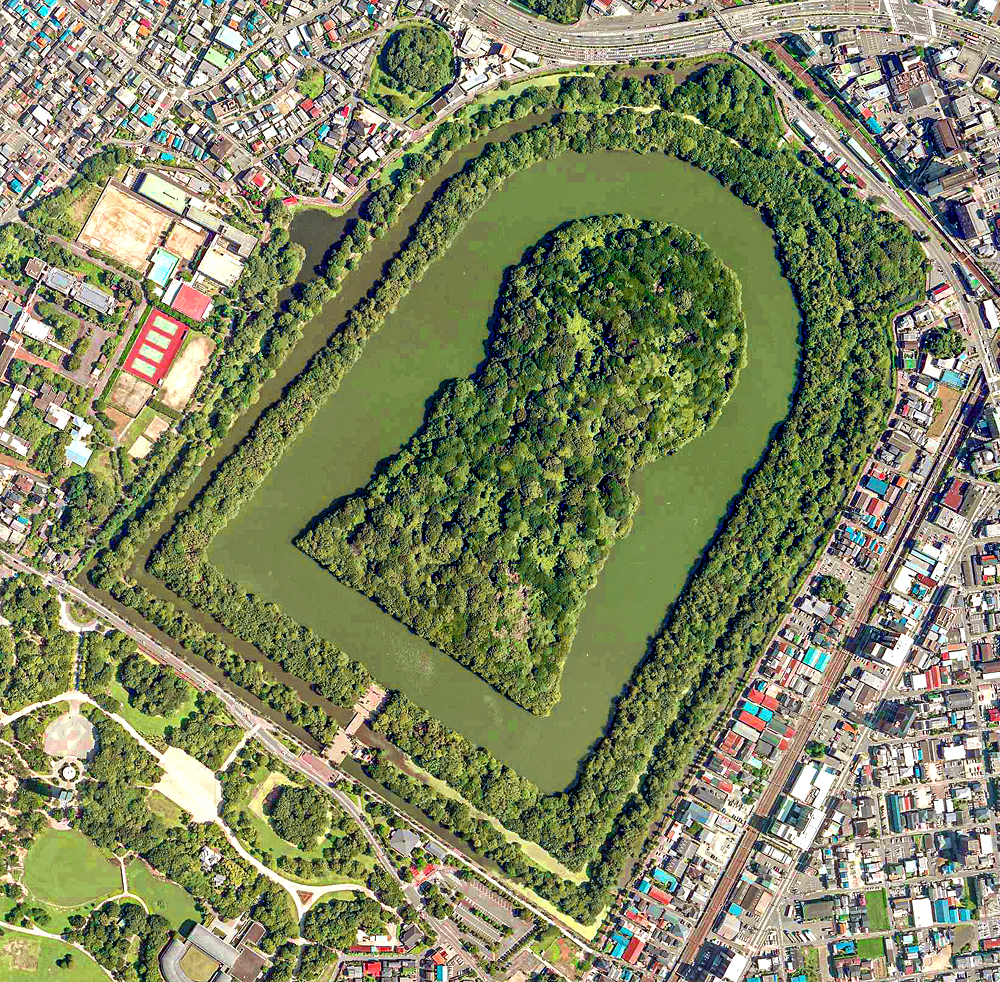
Grobowiec Nintoku
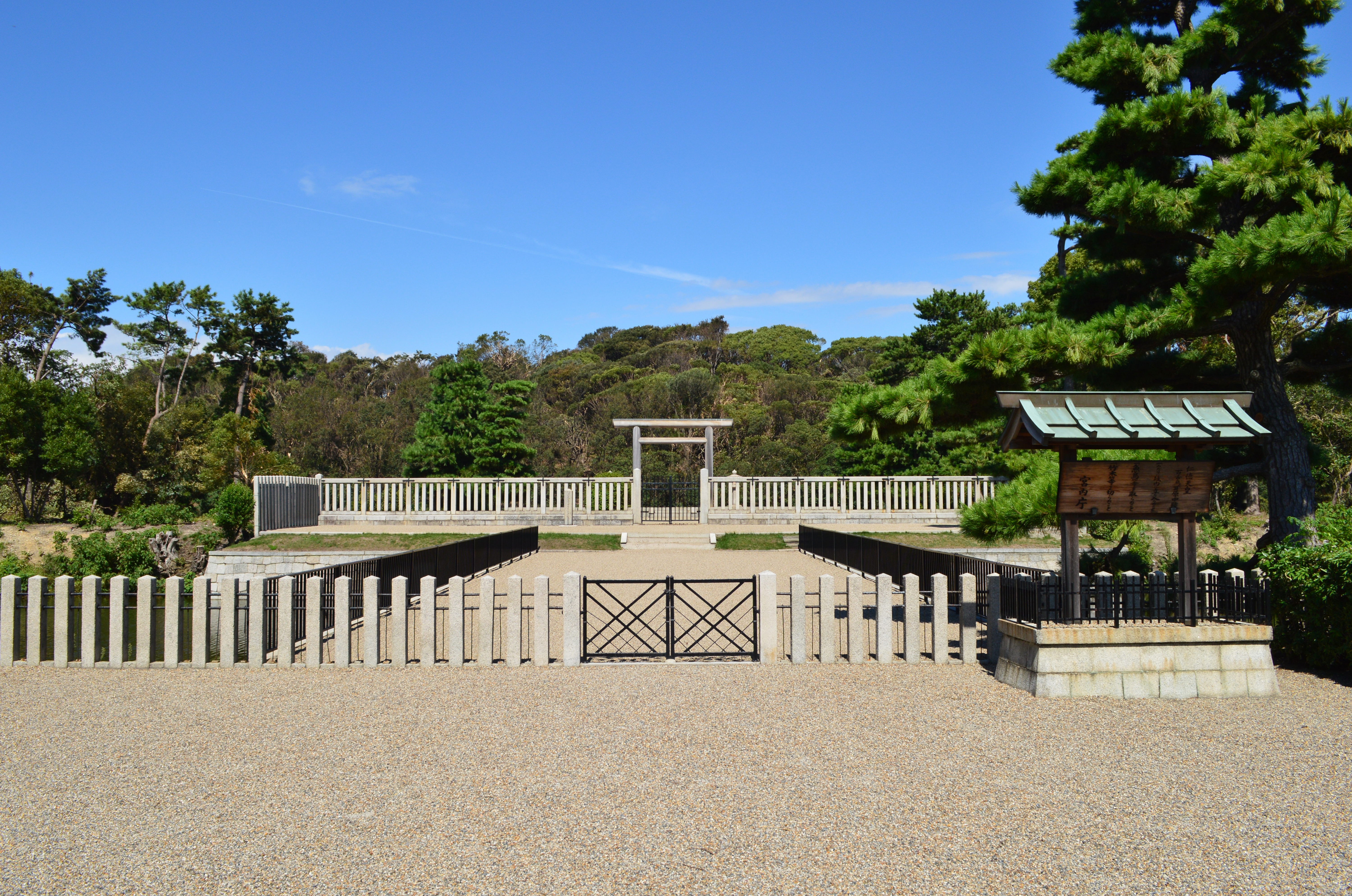
Daisen Kofun, mauzoleum cesarza Nintoku
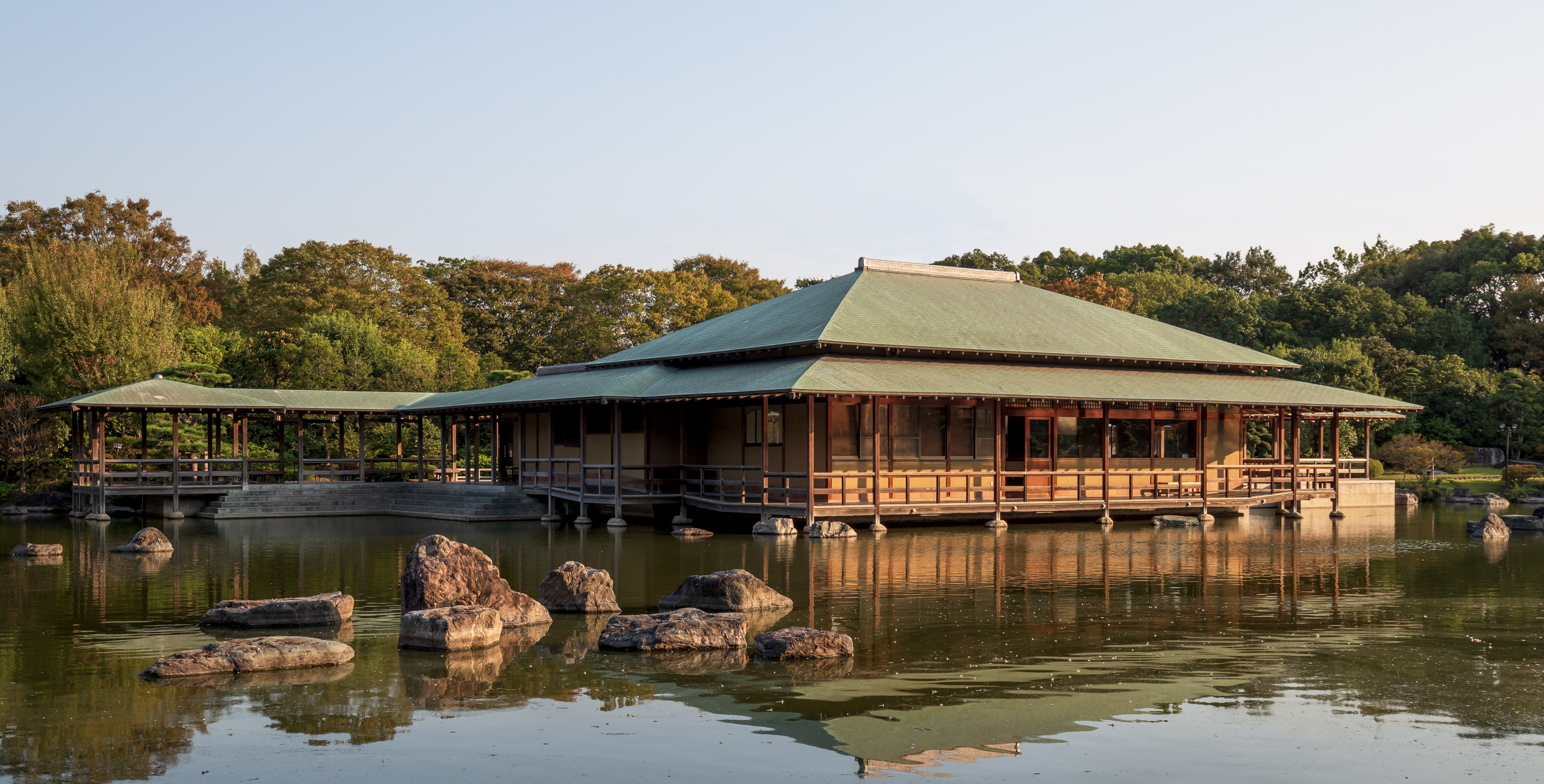
Ogród japoński w parku Daisen
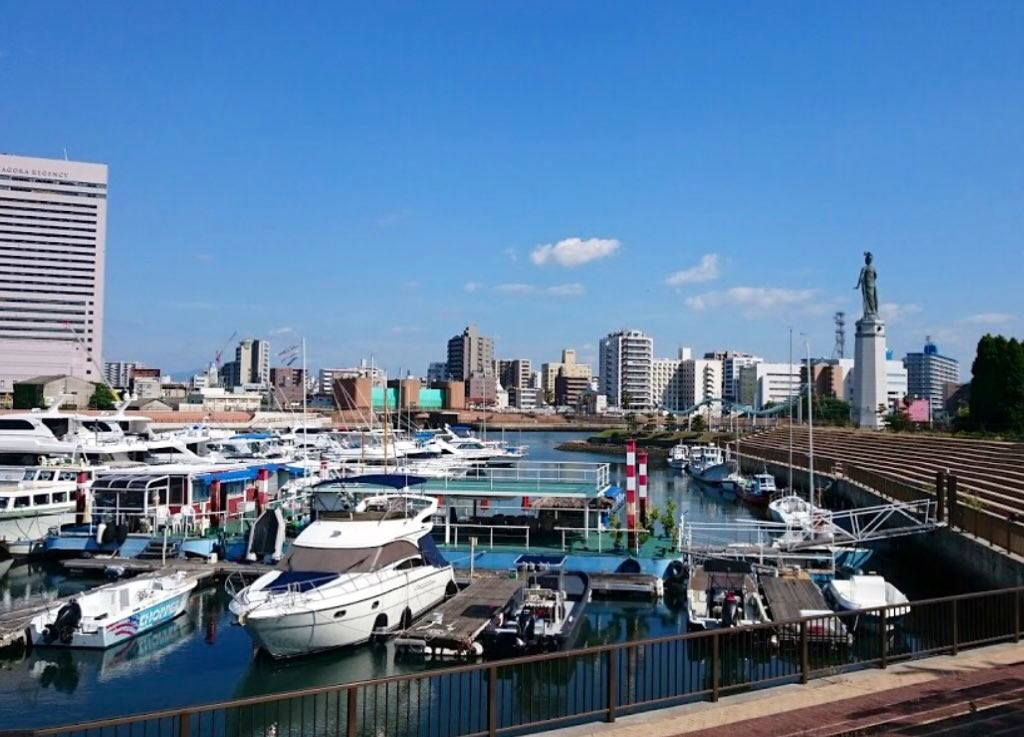
Stary port
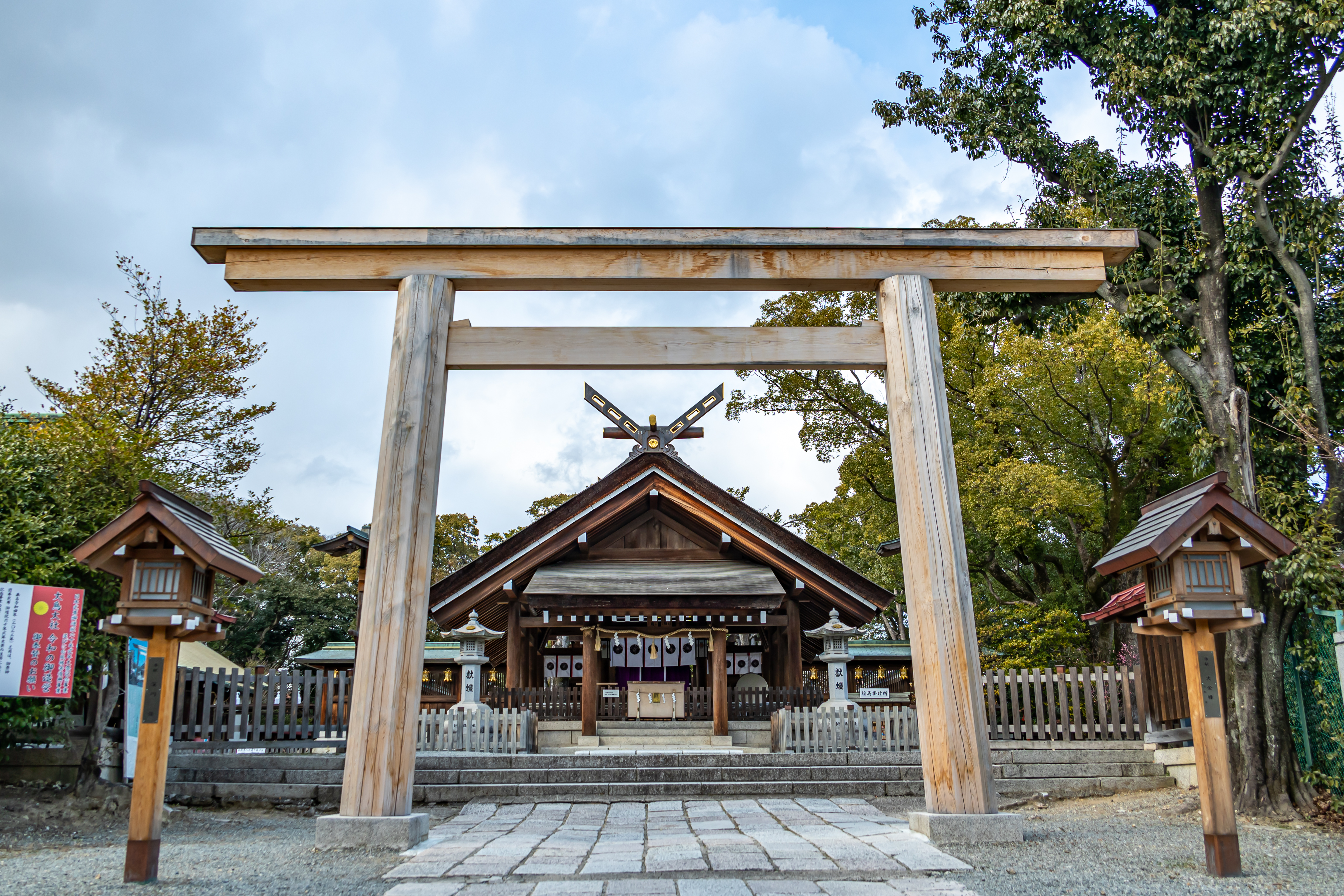
Chram Ōtori

## Osoby związane z Sakai
- Gyōki – mnich buddyjski
- Kenzō Tange – japoński architekt
- Akiko Yosano – pisarka, pionierka feminizmu
- Sen no Rikyū – współtwórca i mistrz ceremonialnego przyrządzania i picia zielonej herbaty matcha